# Anna Hansen
Anna Victoria Hansen Ridderstolpe, född Widestedt den 20 november 1858 i Skellefteå, död den 9 november 1914 i Engelbrekts församling i Stockholm, var en svensk affärsidkare. 
Anna Hansen var ägare av färg- och kemikaliehandelsfirman M. Hansen i Stockholm från 1900 efter första maken grosshandlaren Martin Hansen (1845–1901). Makarna är gravsatta på Norra begravningsplatsen utanför Stockholm.